# 光の射す方へ
『光の射す方へ』（ひかりのさすほうへ）は、日本のバンド・Mr.Childrenによる16枚目のシングル。1999年1月13日にトイズファクトリーより発売された。

## 概要
前作から3か月ぶりのシングルで、7thアルバム『DISCOVERY』からの先行シングル。アートディレクターは信藤三雄。

## チャート成績
初週32.8万枚を売り上げ、初登場1位を獲得。前作で2作ぶりに100万枚を達成するも、本作の累計売上は45.6万枚で3rdシングル『Replay』以来の50万枚に達しないシングルとなった。

## 収録曲
| 全作詞・作曲: 桜井和寿、全編曲: 小林武史 & Mr.Children。 |                  |          |            |      |
| #                                                        | タイトル         | 作詞     | 作曲・編曲 | 時間 |
| 1.                                                       | 「光の射す方へ」 | 桜井和寿 | 桜井和寿   | 6:50 |
| 2.                                                       | 「独り言」       | 桜井和寿 | 桜井和寿   | 3:28 |
| 合計時間:                                                | 合計時間:        | 10:18    |            |      |

## 楽曲解説
1. 光の射す方へ
  - 前作『終わりなき旅』より以前に作られていた楽曲のため、ベストアルバム『Mr.Children 1996-2000』の曲順は本曲が先になっている。
  - 桜井和寿は「アナログでもデジタルでも、ポップでもロックでもフォークでも、洋楽でも邦楽でもない、でも本質というものが、それがある意味『光の射す方へ』ができた瞬間に、あ、これだと思えた」と語っている[1]。
  - 1998年7月初頭のロサンゼルスでのレコーディング後に完成し、桜井は「Aメロのコード進行のひねり感が気持ち良かったんで、そっからいろいろふくらましていきました」と語っている[2]。
  - 『DISCOVERY』レコーディングの後半にて作詞作曲が僅か一日で出来上がったらしく、楽曲が完成するまでの細かいことは桜井もあまり覚えていないという[3]。
  - イントロに入っている女性の声はサンプリングCDに収録されていたものをPro Toolsで伸ばした[2]。アウトロはフェードアウトして終了する。
  - ほとんどのライブで大きなアレンジが加えられて演奏され、ライブ定番曲になっている[3]。特に『Mr.Children TOUR '99 DISCOVERY』から『Mr.Children Tour 2004 シフクノオト』までは毎回演奏されていた[注 1]。
  - ミュージック・ビデオ内では、桜井がキーボードを演奏している。ミュージック・ビデオは2018年3月21日発売の『Mr.Children DOME & STADIUM TOUR 2017 Thanksgiving 25』に収録されている。監督は丹修一。雑居ビルの探偵事務所で撮影された[4]。
  - 桜井はアコースティック・ギターで本楽曲を演奏しているが、『MR.CHILDREN TOUR POPSAURUS 2012』ではハンドマイクのみで歌っている。
  - 16thアルバム『SENSE』収録曲「Prelude」の歌詞に本曲のタイトルが登場する。
2. 独り言
  - 桜井はサビでのコーラスを他メンバーに頼むも、冗談だと思われ断られたという[5]。そのため桜井のみでコーラスを担当している[5]。
  - 桜井は直接ボブ・ディランから影響を受けたのではなく、桑田佳祐のソロアルバムに収録された「ボブ・ディラン的なもの」から影響されて曲作りに至ったとのこと[6]。
  - 桜井曰く「『光の射す方へ』のカップリングに何を入れようという時に、アルバムの曲は嫌だったので…」と語っている他、ビールを飲みながら作ったという[1]。
  - また、「本当にフォークシンガーがライブしているみたい」にMCを入れた『下北沢バージョン』も存在する[1]。
  - 『Mr.Children CONCERT TOUR POPSAURUS 2001』『Mr.Children REFLECTION｛Live&Film｝』に収録されている。

## テレビ出演
| 番組名                   | 日付          | 放送局     | 演奏曲       |
| ------------------------ | ------------- | ---------- | ------------ |
| ミュージックステーション | 1999年1月22日 | テレビ朝日 | 光の射す方へ |
| うたばん                 | 1999年2月2日  | TBS        | 光の射す方へ |
| HEY!HEY!HEY! MUSIC CHAMP | 1999年2月8日  | フジテレビ | 光の射す方へ |

## ライブ映像作品
光の射す方へ
| 作品名                                                   |
| -------------------------------------------------------- |
| Mr.Children TOUR '99 DISCOVERY                           |
| Mr.Children Concert Tour Q 2000-2001                     |
| Mr.Children CONCERT TOUR POPSAURUS 2001                  |
| wonederful world on DEC 21                               |
| Mr.Children Tour 2004 シフクノオト                       |
| Mr.Children Tour 2009 〜終末のコンフィデンスソングス〜   |
| MR.CHILDREN TOUR POPSAURUS 2012                          |
| Mr.Children Stadium Tour 2015 未完                       |
| Mr.Children 30th Anniversary Tour 半世紀へのエントランス |

独り言
| 作品名                                  |
| --------------------------------------- |
| Mr.Children CONCERT TOUR POPSAURUS 2001 |
| Mr.Children REFLECTION {Live&Film}      |

## 収録アルバム
- 『DISCOVERY』 (#1)
- 『1/42』 (#1)(Liveバージョン)
- 『Mr.Children 1996-2000』 (#1)
- 『Mr.Children 1992-2002 Thanksgiving 25』 (#1)
- 『Mr.Children 2011-2015』 (#1)(Liveバージョン)
- 『B-SIDE』 (#2)